# Vlnění

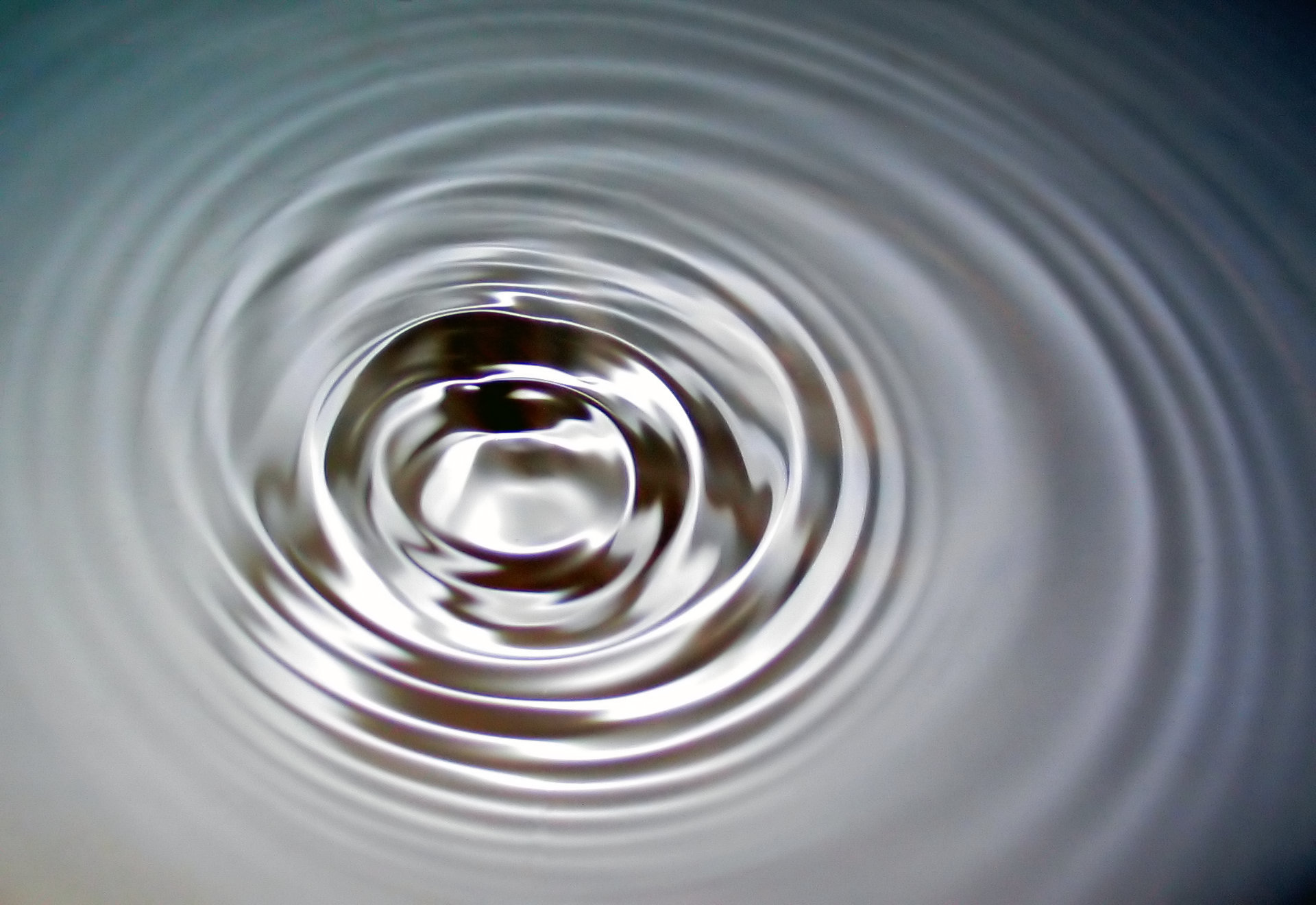
Vlnění na povrchu kapaliny

Postupné elektromagnetické vlnění

Jako vlnění se označuje šíření určitého rozruchu, zpravidla kmitů, prostorem.
Může se jednat o rozruch nejen mechanický (příčná či podélná výchylka, změna tlaku či hustoty) ale i elektromagnetický (změna intenzity elektrického pole, změna magnetické indukce, změna hustoty elektrického proudu) či jiné povahy (např. změna amplitudy pravděpodobnosti výskytu částice u vlnové funkce kvantového systému). Rozruch může být jednorázový (rázová vlna, soliton apod.), zpravidla se však vlněním rozumí šíření kmitů, tedy rozruchu periodického nebo kvaziperiodického.

## Příklady vlnění
Celý proces vzniku vlnění lze demonstrovat na příkladu vázaných oscilátorů. Máme-li vázané oscilátory, přenáší se energie kmitání postupně z jednoho oscilátoru na druhý a zpět. Podobně to funguje mezi částicemi v látkách, mezi kterými existují vazební síly. Energie kmitavého pohybu jedné částice se postupně přenáší na okolní částice. Důsledkem je skutečnost, že energie kmitavého pohybu se v látce postupně šíří a přenáší se i na vzdálenější částice. Tělesem se tak přemísťuje kmitavý pohyb (a s ním i energie tohoto pohybu), aniž se těleso jako celek přemisťuje. Tímto způsobem se v látce šíří určitá změna, rozruch.
Uvedený pohyb částic v látce je příkladem mechanického vlnění, které je formou mechanického pohybu a přenosu energie. Mechanickou podstatu má i zvukové vlnění - jedná se o šíření mechanických kmitů pružnými materiály, či šíření tlakových změn tekutinami.
Obecně se však vlnění nespojuje pouze s pohybem částic, ale můžeme jej nalézt u jakékoli spojitě rozložené veličiny, např. elektromagnetického pole. Elektromagnetické vlnění přitom není vázáno na látku a může se šířit i ve vakuu. Elektromagnetické podstaty je i světlo, mnoho optických jevů vyplývá z vlastností vlnění.
S vlněním se lze setkat v ještě abstraktnější podobě v kvantové fyzice, kde se s jeho pomocí popisují i charakteristiky kvantových soustav, které nejsou přímo pozorovatelné a projevují se až svými důsledky při interakcích s měřícími přístroji či jinými soustavami.

## Základní vlastnosti vlnění
Obecně se postupnou vlnou v určitém směru označuje každá změna charakteristické veličiny Φ závisející na místě daném vzdáleností x (ve směru šíření rozruchu) a čase t podle vztahu:
Φ = Φ (c t  -  x).
Veličina c je obecnou charakteristikou postupu vlny s rozměrem rychlosti, nazývá se fázová rychlost. Touto rychlostí postupuje daná fáze vlny, ať už jednorázové (např. náběh či vrchol rázové vlny) nebo periodické (např. postup maxim amplitudy kmitů, tzv. vlnoploch).
Přesvědčit se o tom lze následující úvahou: Je-li v počátečním místě a počátečním čase velikost charakteristické veličiny
Φ = Φ(c t0  -  x0) = Φ0,
pak v čase o Δt pozdějším a ve vzdálenosti Δx = c Δt (o kterou by rozruch měl postoupit, je-li c jeho rychlost) bude velikost charakteristické veličiny
Φ = Φ(c (t0 + Δt)  -  x0 - Δx) = Φ(c t0  -  x0) = Φ0, tedy vlna bude v tomto čase a vzdálenosti skutečně ve stejné fázi jako na počátku.
Vzhledem k tomu, že periodické vlnění vychází z kmitání, jsou mnohé používané základní pojmy shodné (viz Základní vlastnosti kmitání), jako např. perioda (značená T), frekvence (značená f nebo ν) a úhlová frekvence (značená ω).
Vlnění je jev, který probíhá nejenom v čase, ale také v prostoru. Pro popis postupné periodické vlny se proto zavádí tzv. vlnová délka (značená λ), která představuje vzdálenost dvou sousedních vlnoploch, nebo s ní související veličiny vlnočet (značený σ) a úhlový vlnočet (značený k).
Pro tyto veličiny platí vztahy:
c = λ f;  resp. σ = 1/λ;  k = 2π σ
Pomocí těchto veličin lze pak vztah pro prostorově časovou závislost charakteristické veličiny postupné periodické vlny zapsat jako:
Φ = Φ (λ f t  -  x) = Φ (λ t/T  -  x) čili po vytknutí λ z argumentu
Φ′ = Φ′ (f t  -  σ x) = Φ' (t/T  -  x/λ) případně (po vytknutí 2π z argumentu)
Φ′′ = Φ′′ (ω t  -  k x).

U vln charakterizovaných vektorovou veličinou lze uvažovat i o směru amplitudy vlnění. Ten se nemusí shodovat se směrem šíření vlnění. Pokud je amplituda rovnoběžná se směrem šíření vlnění, pak se mluví o podélném (longitudálním) vlnění. Je-li amplituda vlnění kolmá ke směru šíření vlnění, mluví se o vlnění příčném (transverzálním). Zachovává-li se přitom směr kmitů příčného vlnění v jedné rovině, hovoří se o vlnění polarizovaném.
Šíření vln v prostoru se řídí důležitým Huygensovým principem.

Znalost základních vlastností vlnění je důležitým základem pro další studium jevů spojených s vlněním.
Mezi tyto jevy lze zařadit např. interferenci, ohyb vlnění nebo jevy, které vznikají na rozhraní dvou prostředí (např. odraz a lom). Při sledování relativních pohybů lze využít znalosti tzv. Dopplerova jevu.

## Rozdělení vlnění
K dělení vlnění jsou používány podobné principy jako při dělení kmitání.
Důležité je rozdělení podle vlnové rovnice popisující vlnění na
- lineární - vlnění lze popsat lineární diferenciální rovnicí nebo soustavou lineárních diferenciálních rovnic (např. harmonické vlnění)
- nelineární - vlnění nelze popsat lineární diferenciální rovnicí nebo soustavou lineárních diferenciálních rovnic

Podle orientace výchylky ke směru šíření lze vlnění rozdělit na
- podélné vlnění
- příčné vlnění

Podle šíření vlnění lze provést rozdělení na
- postupné vlnění
- stojaté vlnění

Podle polarizace se vlny dělí na
- polarizované
- nepolarizované

Vlny lze označit podle tvaru vlnoplochy, např.
- rovinná vlna - vlnoplochy jsou rovnoběžné roviny
- sférická (kulová) vlna - vlnoplochy jsou koncentrické koule
- prostorová vlna - vlna šířící se prostorem s vlnoplochou obecného tvaru

Vlnění lze také označit podle prostředí, ve kterém se vlny šíří, např.
- mechanické vlnění
- elektromagnetické vlnění
- gravitační vlnění
- zvukové vlnění
- spinová vlna

Vlny bývají také označovány speciálními názvy podle prostředí, způsobu šíření, popř. dalších vlastností. Např.
- seizmické vlnění
- kapilární vlna
- zvuková vlna
- Gerstnerova vlna
- Rayleighova vlna
- torzní vlna
- povrchová vlna

Často bývá také vhodné rozlišovat vlny ve vztahu k určité překážce nebo bodu, např.
- dopadající vlna
- odražená vlna
- lomená vlna
- rozptýlená vlna